# Djursholms elektricitetsverk

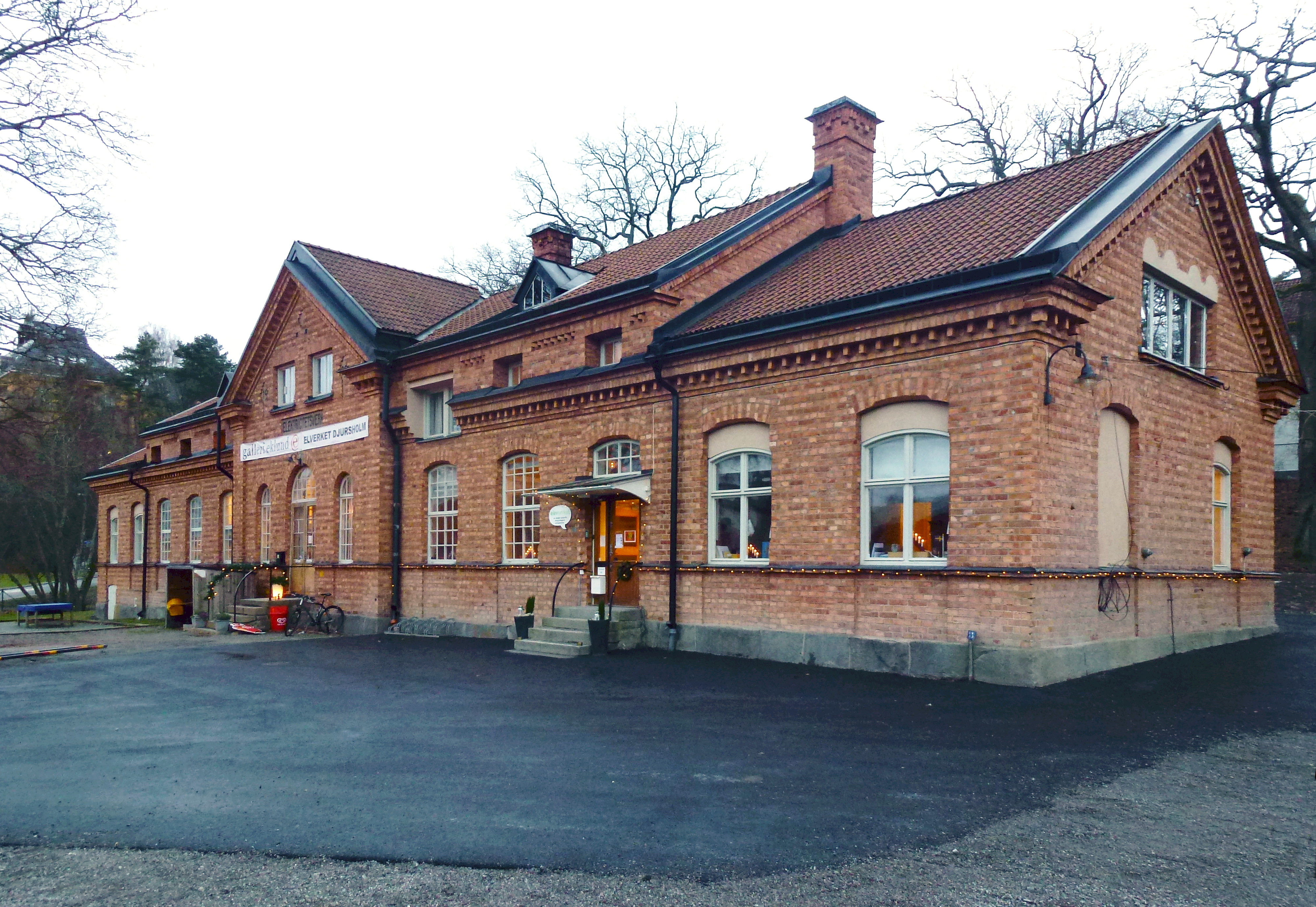
Gamla elverket i december 2013.

Djursholms elektricitetsverk låg i kvarteret Sökvabäck, vid nuvarande Djursholmsvägen 3 i Djursholm, Danderyds kommun. Verket var i drift mellan 1909 och 1949 och var inrymt i ett äldre maskinhus som uppfördes redan 1890. I byggnaden fanns en lång rad olika verksamheter som pumpmaskineri, reningsverk, belysningsbolagets generatorer och instrumentering, kommunal tvättinrättning, arrestlokal och villastadens varmbadhus. Idag finns bland annat ett galleri och en skola i huset. 
Kvarteret Sökvabäck (med gamla elverket) ingår i ett större område som 2003 av Danderyds kommun har klassats ”särskilt värdefullt ur kulturhistorisk synpunkt”.

## Interiörbilder

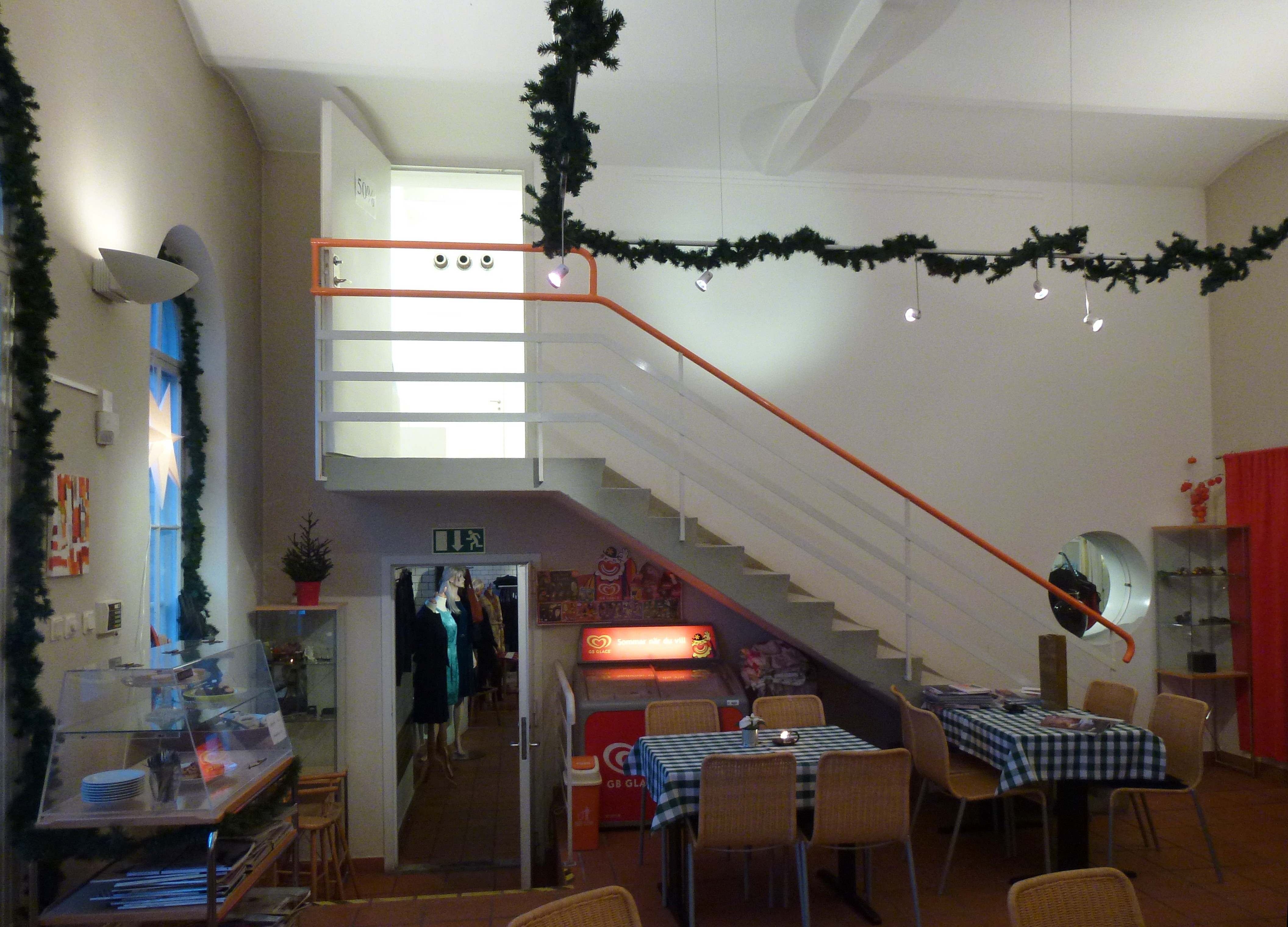
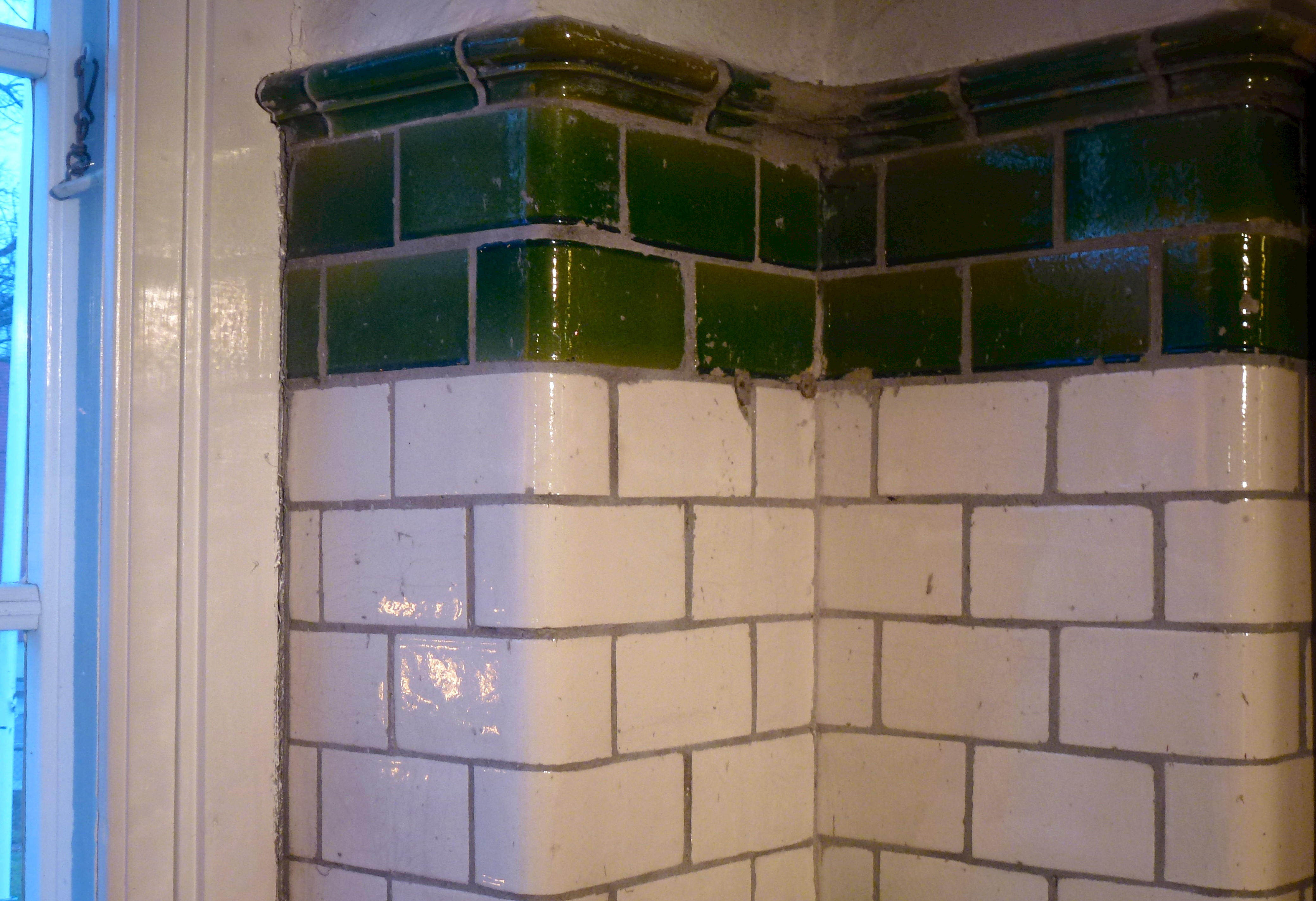
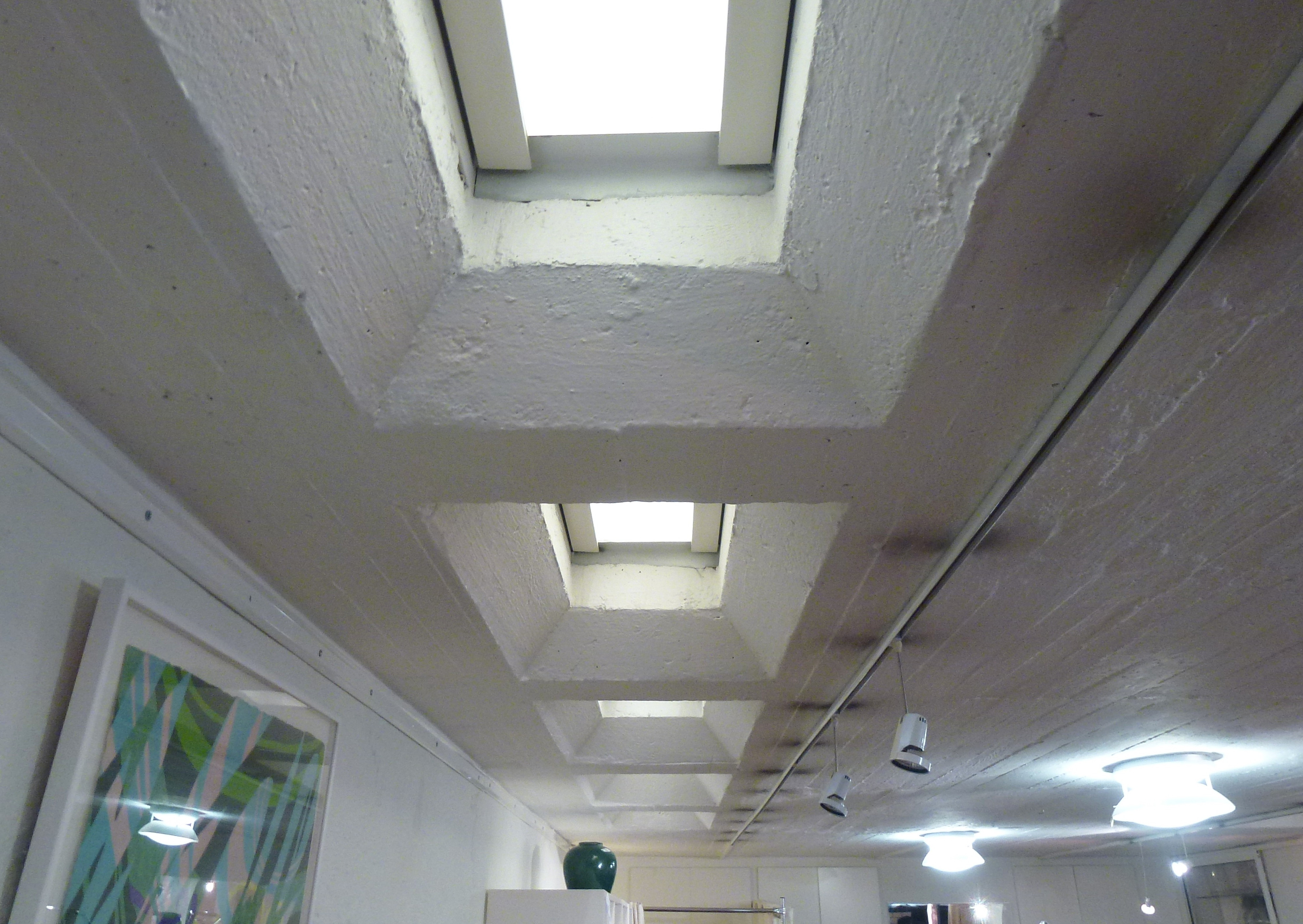
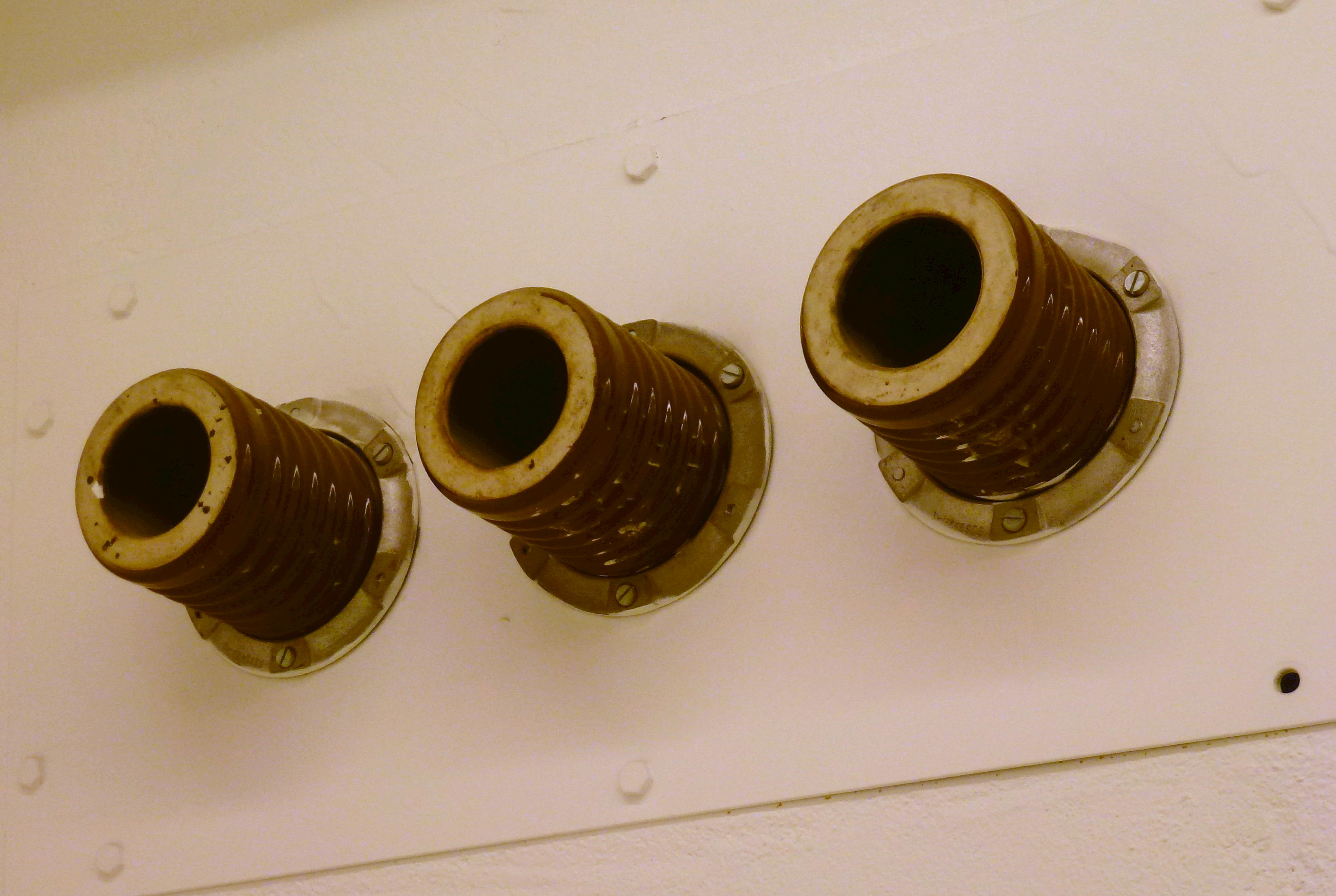

## Maskinhuset

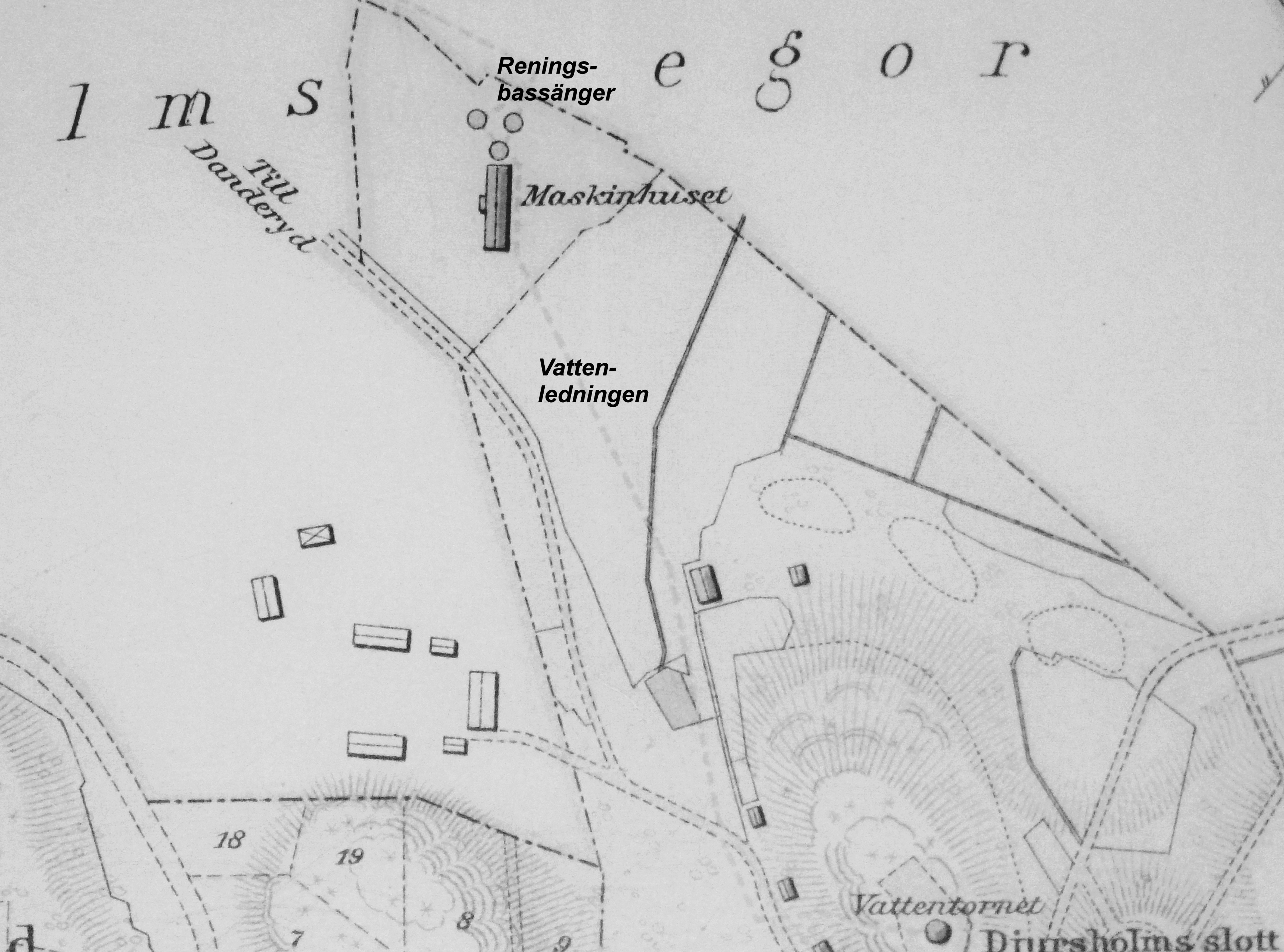
Maskinhuset, vattenledningen och reningsbassängerna ca 1900.

Byggnaden kallades ursprungligen ”Maskinhuset” och uppfördes mellan 1889 och 1890 som pumpstation och vattenverk för Djursholms vattentorn (invigt 1890). Arkitekten, som är okänd, ritade en röd tegellänga i den för tiden typiska industriarkitektur. Han gav byggnaden en framträdande mittrisalit och utöver maskin- och pumprum fanns även en liten personalbostad i södra delen. Pumparna drevs av en ångmaskin. Råvattnet transporterades via en cirka 1 200 meter lång ledning från Ösbysjön och fördes först genom tre reningsbassänger innan det pumpades upp i vattentornet. Därifrån gick det med självfall till hushållen i det nybildade villasamhället Djursholm. 
År 1908 blev Maskinhusets funktion som vattenreningsverk och pumpstation överflödig. Då togs Ekeby vattentorn i Ekeby i drift och vattnet till tornen i Ekeby samt i Djursholm pumpades istället från sjön Norrviken via en 10 kilometer lång vattenledning. En av de gamla reningsbassängerna finns idag under den röda stugan norr om elverkets byggnad och en annan fick tjäna som grund för en transformatorstation som byggdes på 1950-talet. En av dieselmotorerna från 1908 flyttades 1920-21 till Skogens Kol AB i Sibo, där den användes som dieselelverk vid strömavbrott fram till omkring 1950. Motorn körs fortfarande under somrarna som kuriosa då den är en av världens äldsta fungerande dieselmotorer.

## Elverket
År 1908 utfördes en större ombyggnad efter ritningar av arkitekt Sigge Cronstedt, bland annat tillkom i norra delen ytterligare en liten personallägenhet, dessutom skapades rum för generatorer, ackumulatorer och instrumenttavla.  År 1909 uppställdes elverkets generatorer i maskinhuset och från hösten 1909 levererade elverket 110 volt likspänning för ytter- och innerbelysning. Enligt en samtida tidningsuppgift ansågs 110 volt likspänning ”vara särskild lämpligt för de moderna metalltrådslamporna”. 1918 inrättades ett provisoriskt varmbadhus i gamla maskinhuset. Kvarvarande kakelplattor påminner än idag om den tiden.
År 1933 genomfördes ytterligare en om- och tillbyggnad av huset och en konvertering till 220 volt växelspänning. 1934 revs verkets 28 meter höga skorsten, som fanns på husets baksida. Anläggningen blev nu ett reservelverk med två dieselmotorer om 600 hk, generatorer och två stora transformatorer. Framför byggnadens huvudentré fanns en cirkulär tank som rymde 50 m³ dieselolja. Under åren 1951-1953 byggdes maskinhallen om till 6 kV ställverksrum. 1985 såldes elverket till Roslagens energi AB.
I början av 1990-talet tömdes lokalerna. I detaljplanen för området från 1994 markerades gamla elverket som ”kulturreservat” och lokalerna hyrdes ut till ny kulturell verksamhet. Idag inrymmer byggnaden en bostadslägenhet, ett galleri med café och kontor och i norra delen av byggnaden ligger sedan 2003 lokaler för skolan ”elevverket”. År 2006 utfördes en miljöteknisk markundersökning då man befarade föroreningar i och intill byggnaden. Åren 2012-13 sanerades marken.

## Exteriörbilder

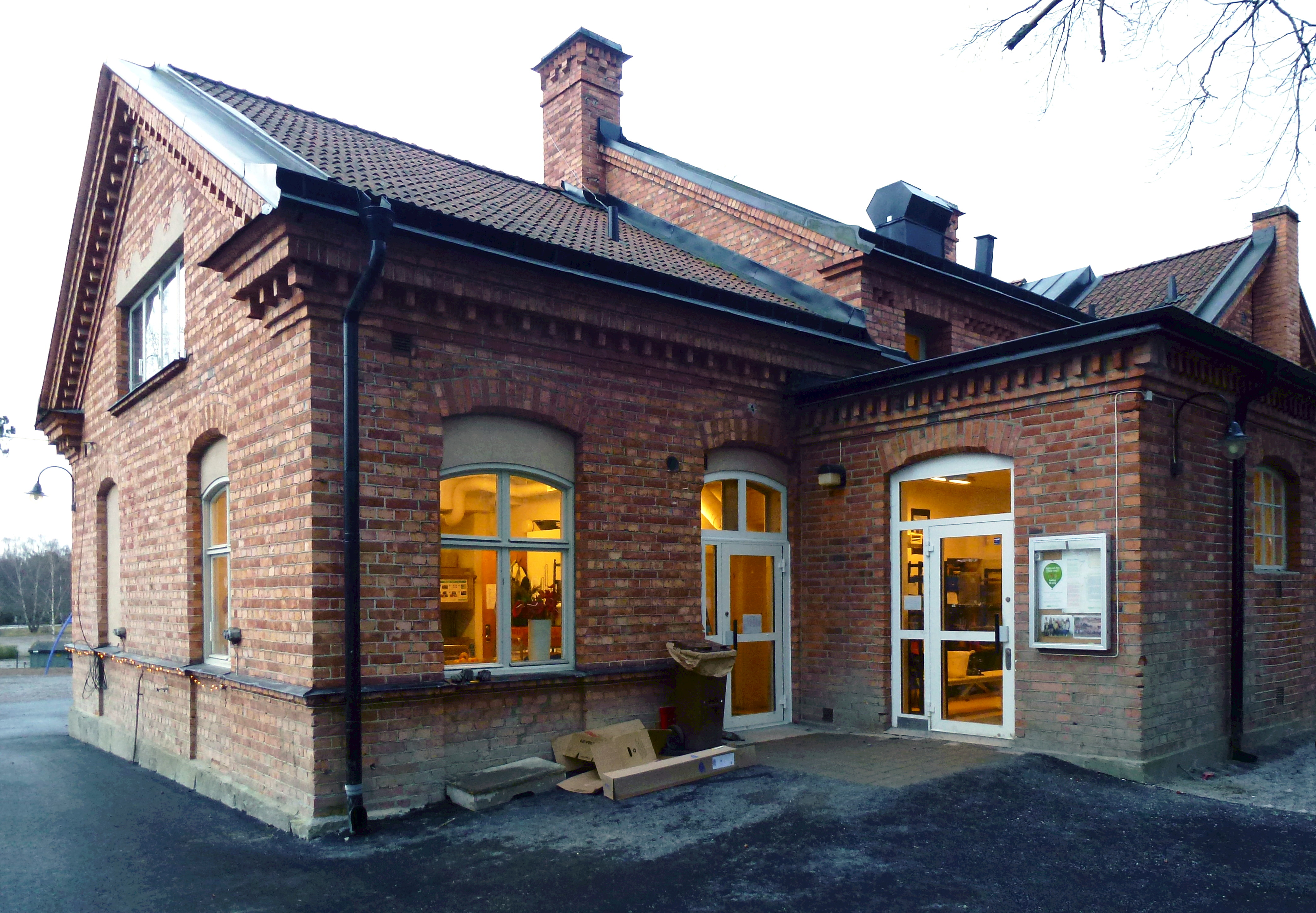
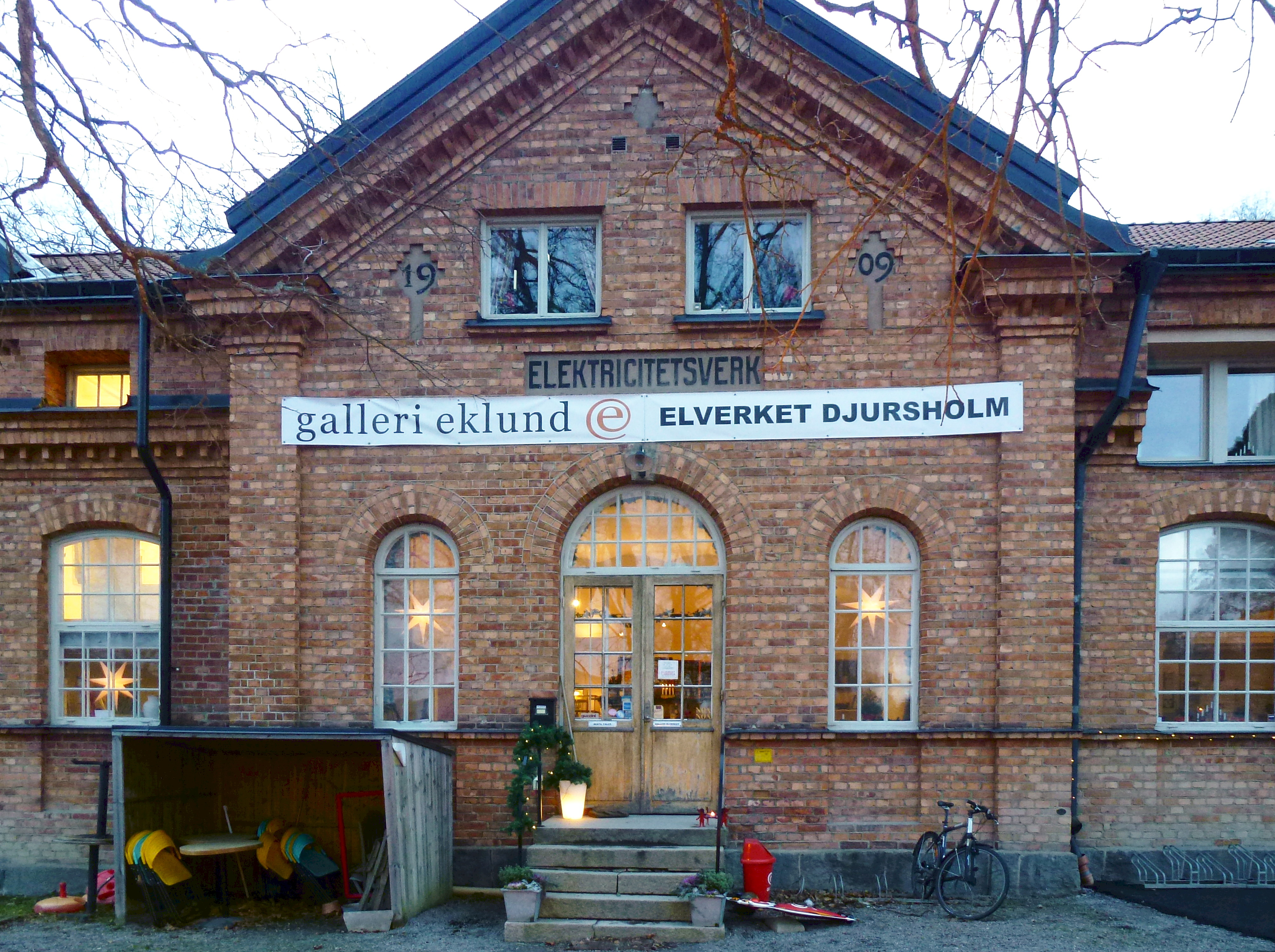
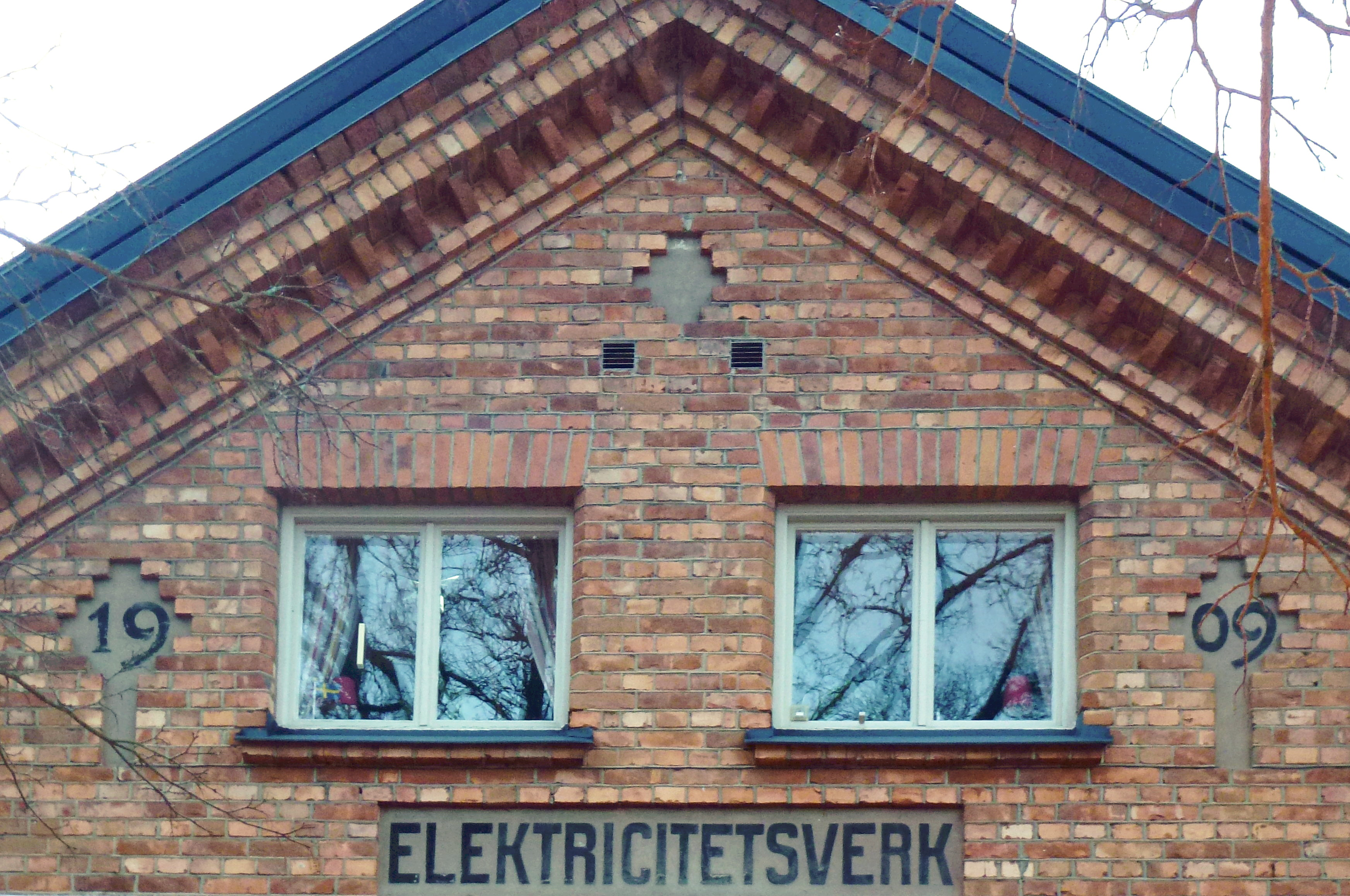
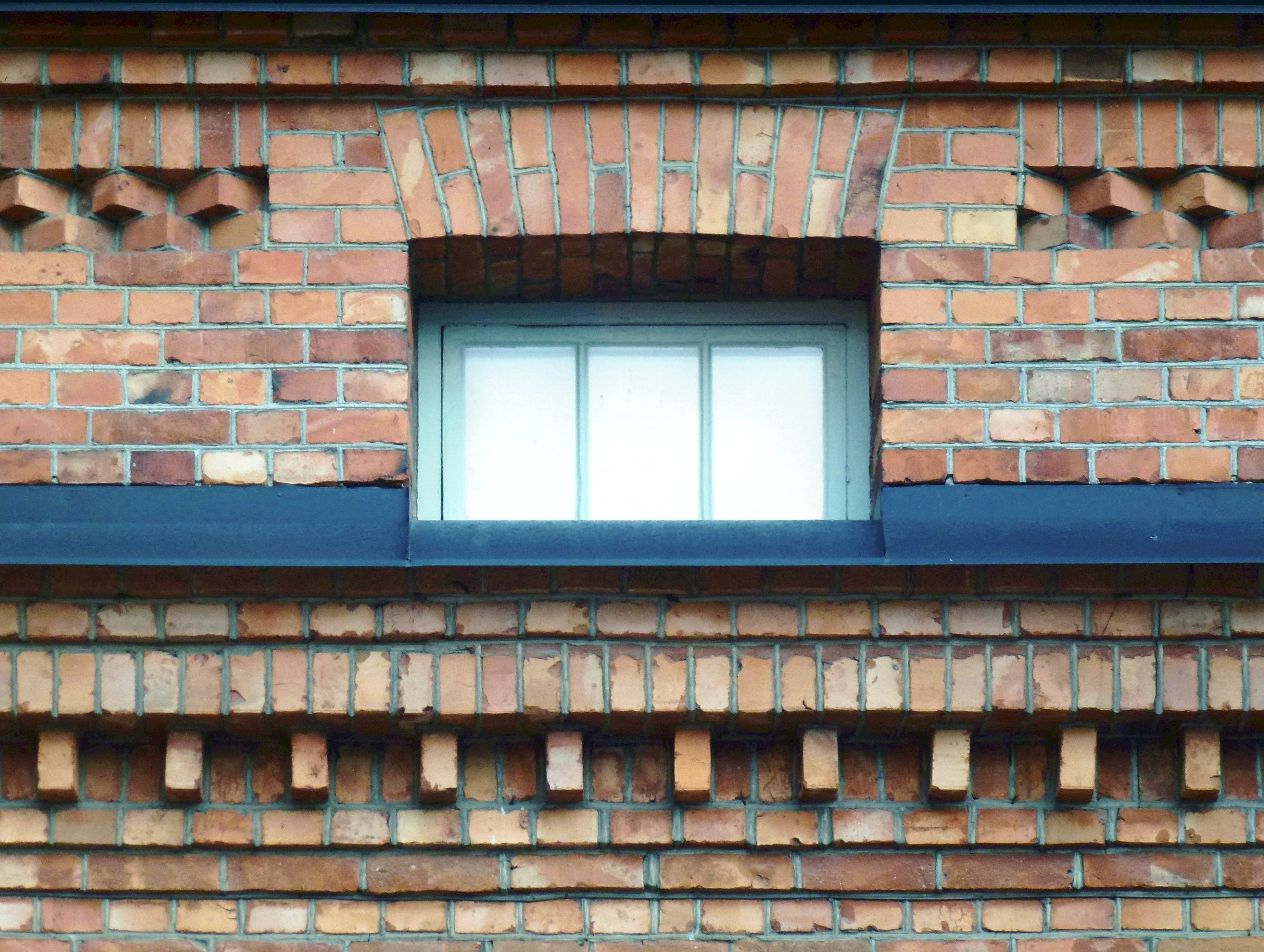